# رقص (ترانه انریکه ایگلسیاس)
«رقص » (به اسپانیایی: Bailando)، (به انگلیسی: Dancing) نام ترانه‌ای از دهمین آلبوم انریکه ایگلسیاس به نام هوس و عشق است که در سال ۲۰۱۴ منتشر شد.